# Jakob Michael Reinhold Lenz
Jakob Michael Reinhold Lenz (23. ledna 1751 Cesvaine, Lotyšsko – 4. června 1792) byl německý spisovatel a básník, hodně ovlivněný lidovou poezií, která se odráží v jeho díle.
Připojil se k mladým autorům kolem Goetha ve Štrasburku a následoval ho nakrátko do Výmaru dále do Porýní a Švýcarska. Stále častěji ho postihovaly záchvaty šílenství.
Od roku 1781 působil jako učitel v Moskvě. Do dramatické teorie hnutí Sturm und Drang zasáhl studií Poznámky o divadle.

## Dílo
- Vojáci, Vychovatel (nebo také Preceptor, Učitel) - tragikomedie, kde ve zkratce a s nadsázkou zachycuje charaktery lidí

- Poznámky o divadle, 1774
- Poustevník, 1797